# Mont Nebo
|  | Per a altres significats, vegeu «Mont Nebo (Utah)». |

El mont Nebo (en àrab: جبل نيبو, Jabal Nibu; en hebreu הַר נְבוֹ, Har Nevo), o Nebó, és un cim de 817 metres situat a l'oest de la Jordània actual. Des del cim s'observa Cisjordània amb la ciutat de Jericó i la vall del Jordà, i en dies molt clars també s'albira Jerusalem.
La història bíblica de l'últim capítol de Deuteronomi 34:1 narra com Moisès, sent-li negada l'entrada de la Terra Promesa a la qual va dirigir els israelites des d'Egipte, va veure la terra de Canaan des del cim de la muntanya abans de morir.
El lloc exacte del mont Nebo bíblic no es coneix, ja que l'indret descrit a la Bíblia és per a uns el mont Sinaí i per a altres les muntanyes Abarim, a l'est de la desembocadura del riu Jordà al mar Mort.

## Jaciment arqueològic
Al cim, el 1933 s'hi van descobrir les restes d'un monestir cristià de la segona meitat del segle iv, construït per commemorar el lloc on va morir Moisès. És esmentat per primera vegada l'any 394 per la pelegrina romana Egèria. L'església, de planta basilical, fou ampliada cap al final del segle v i reconstruïda l'any 597. Sota el terra de mosaic s'hi han trobat sis tombes excavades a la roca. Al presbiteri de la moderna capella aixecada per protegir el jaciment i com a lloc de pregària s'hi poden veure restes de mosaics de diferents períodes, el més antic dels quals correspon a una creu trenada.

Mont Nebo
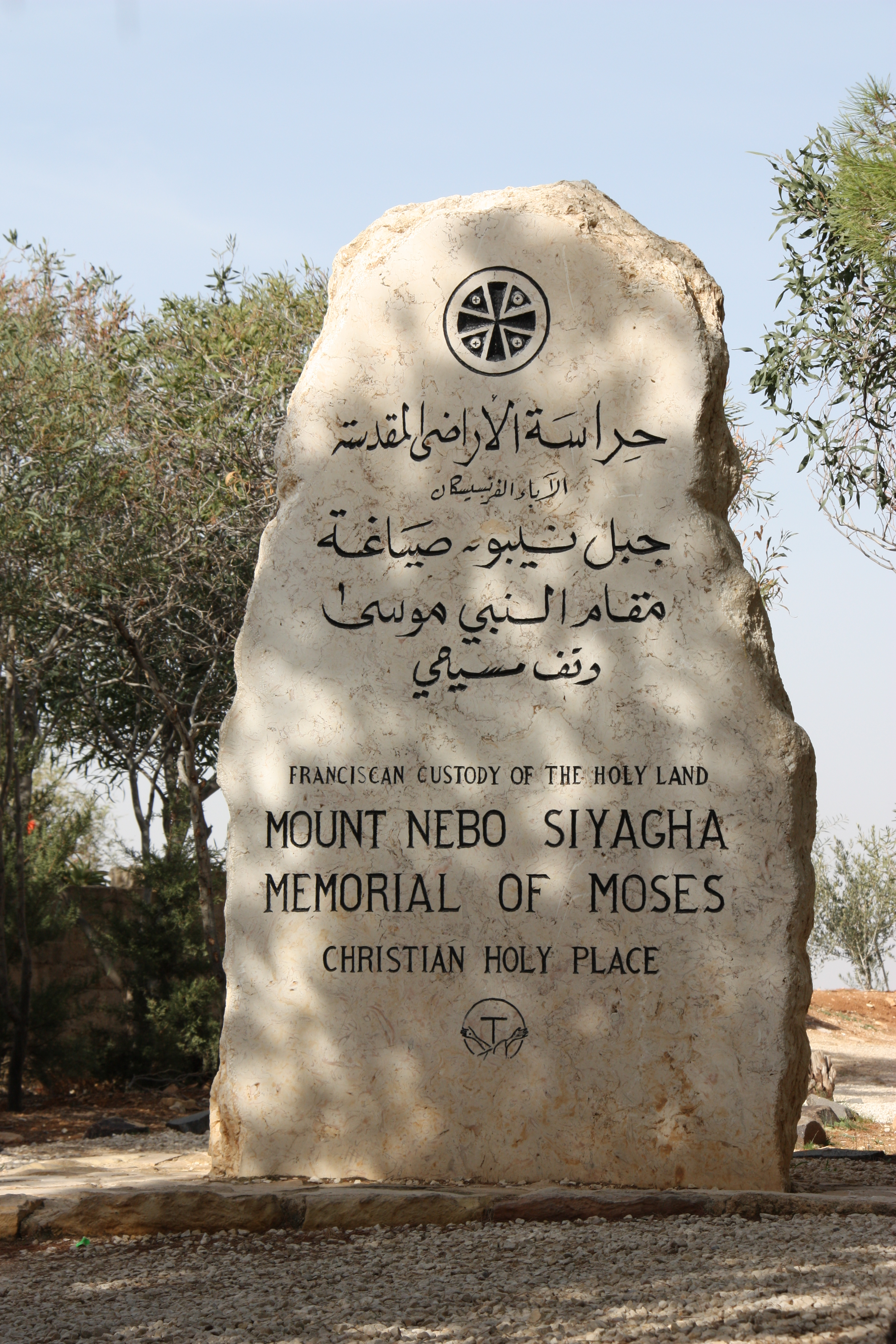
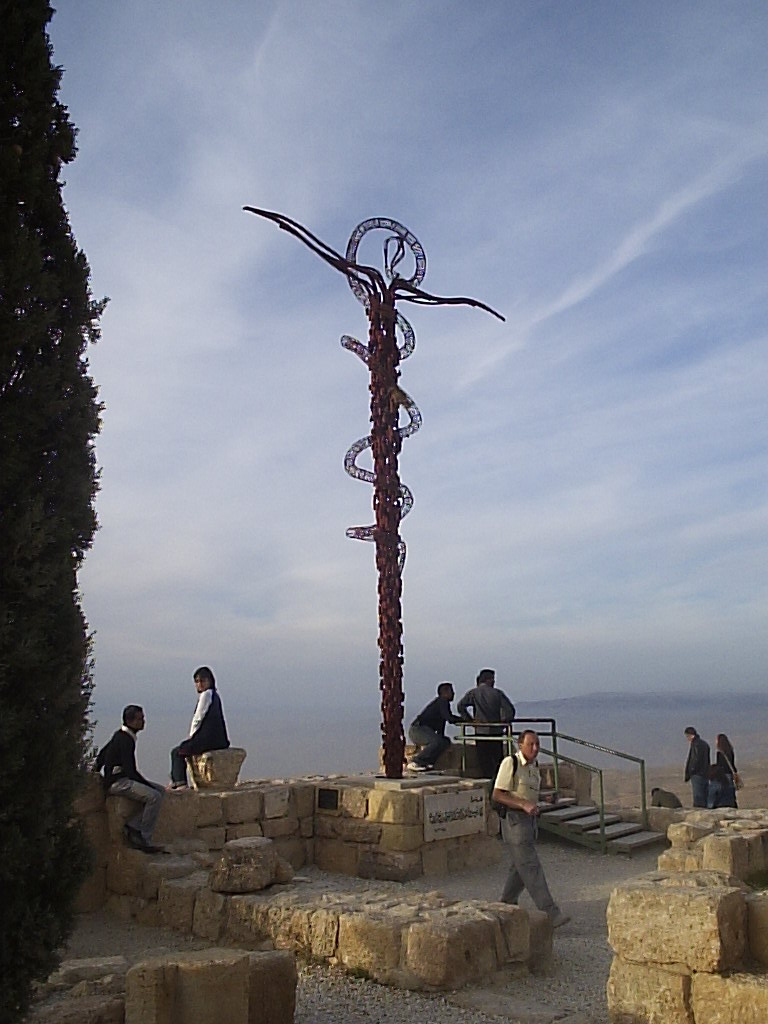
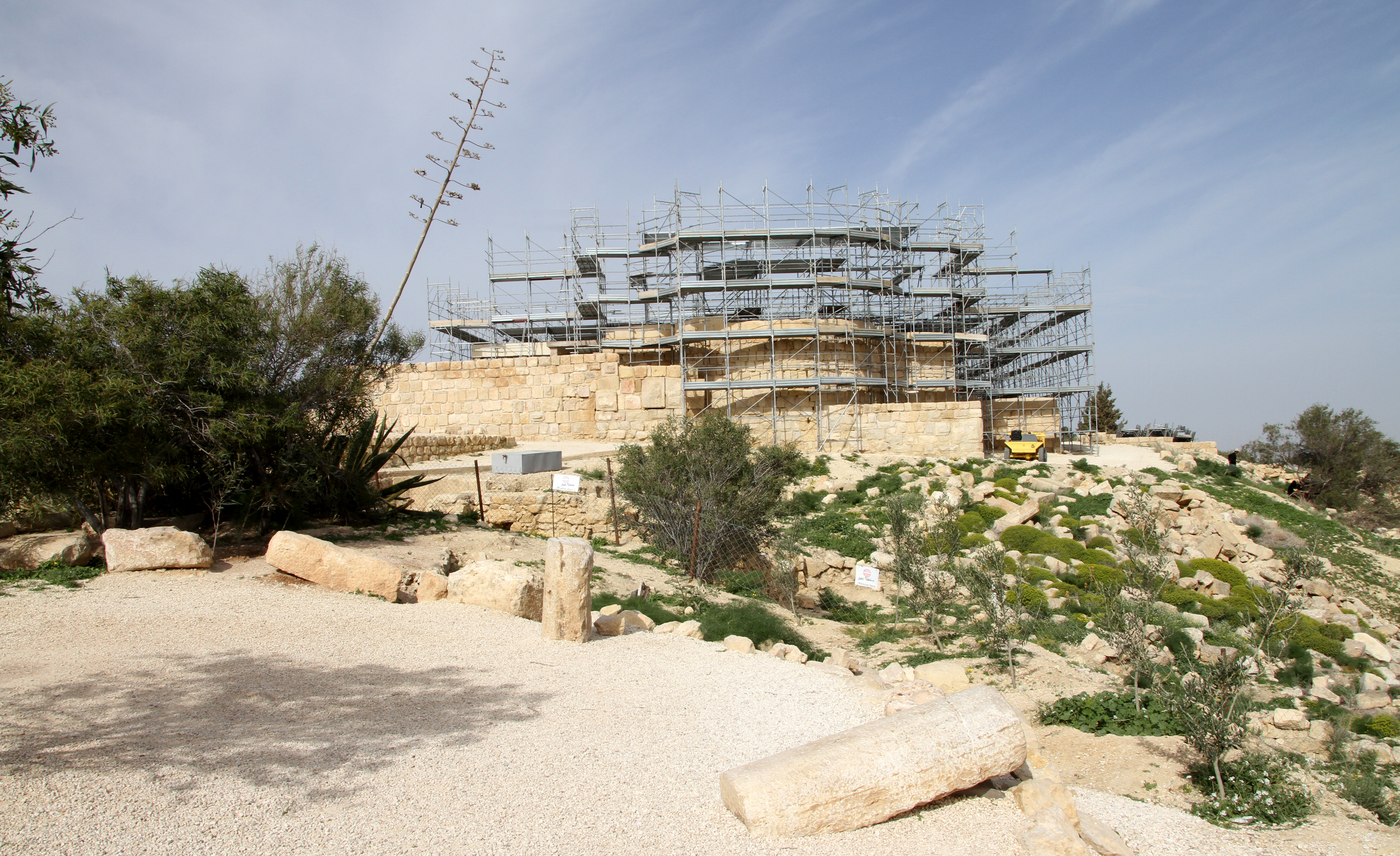
La basílica en restauro
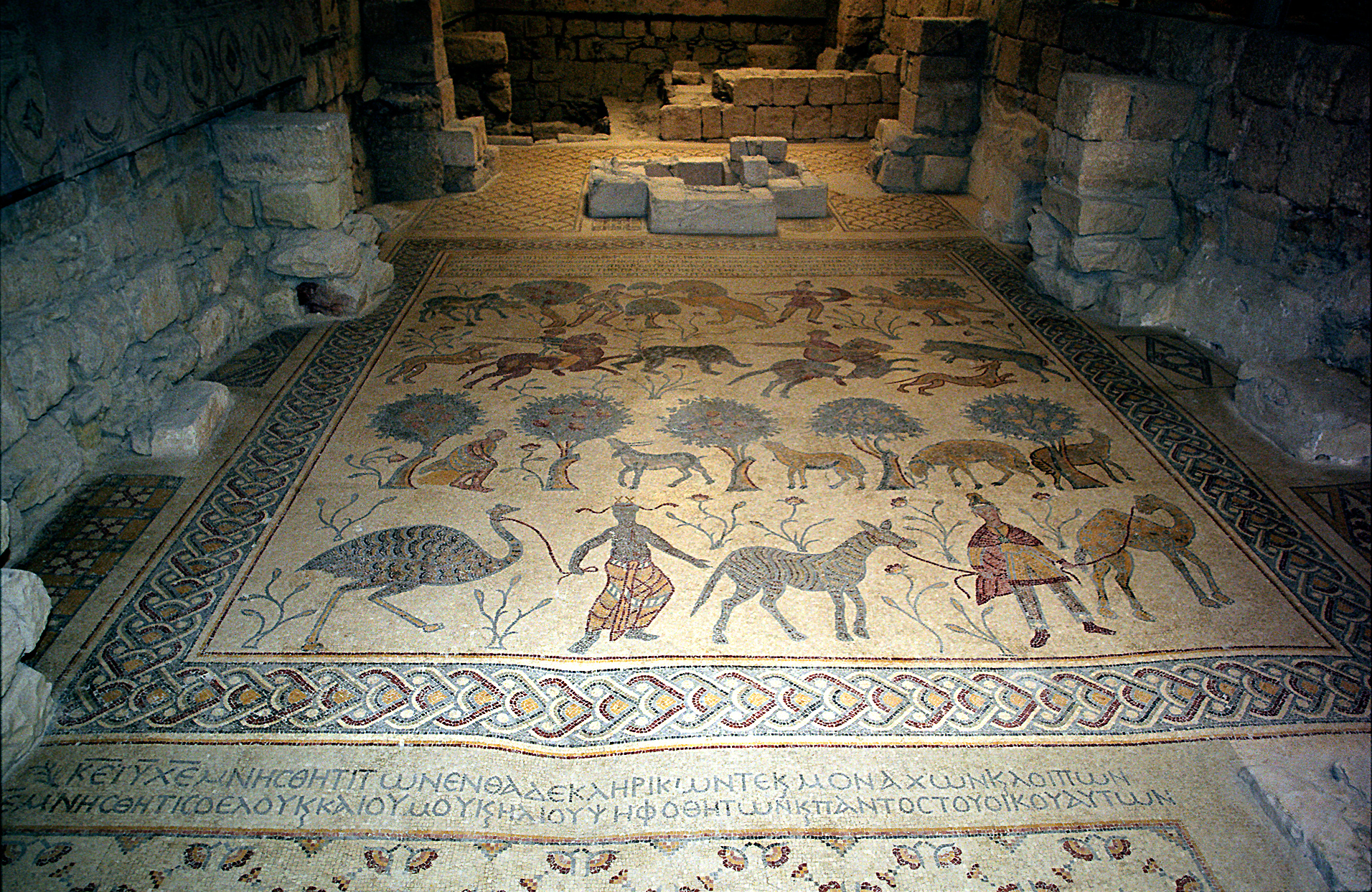
Mosaics del baptisteri de la basílica en record de Moisès
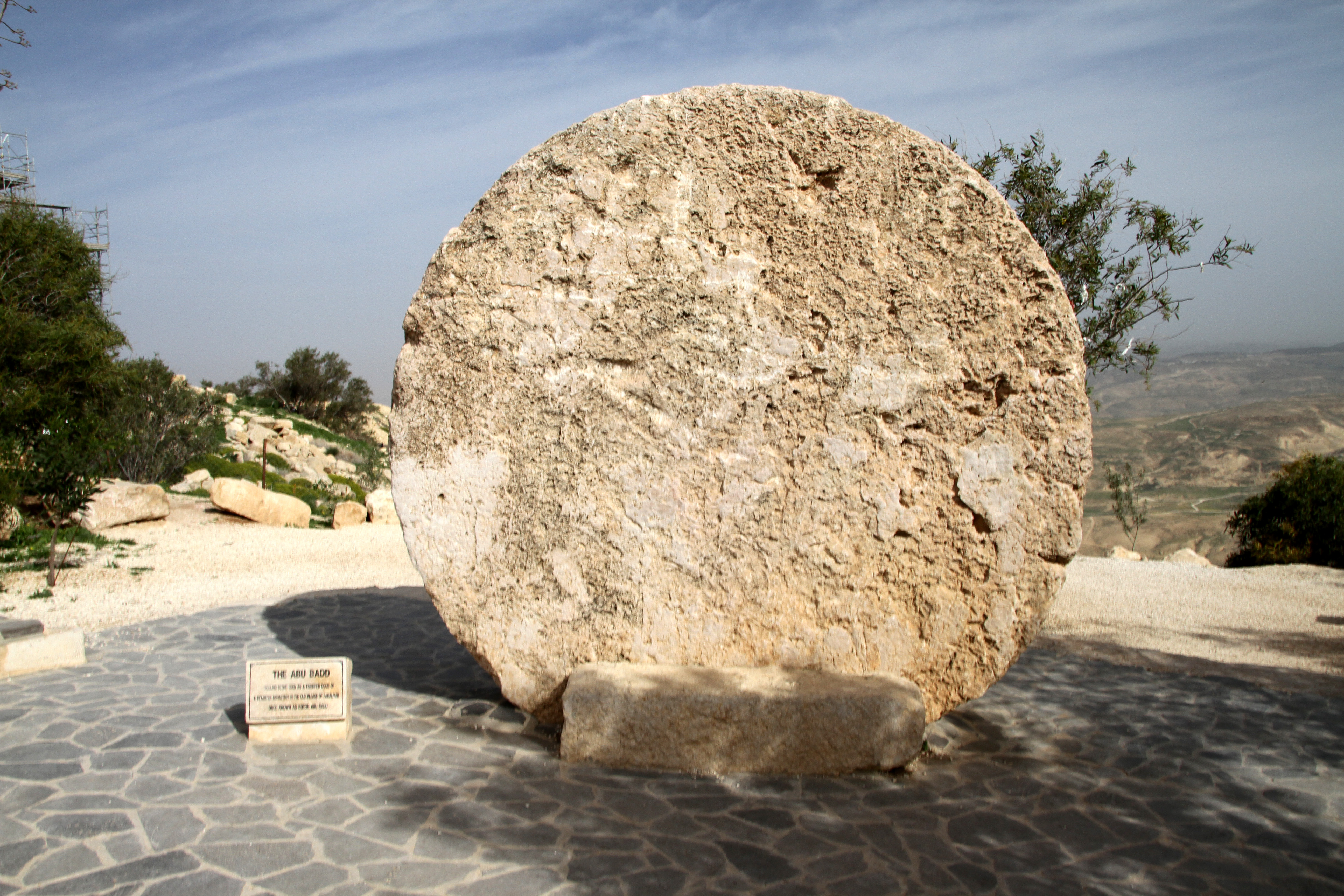
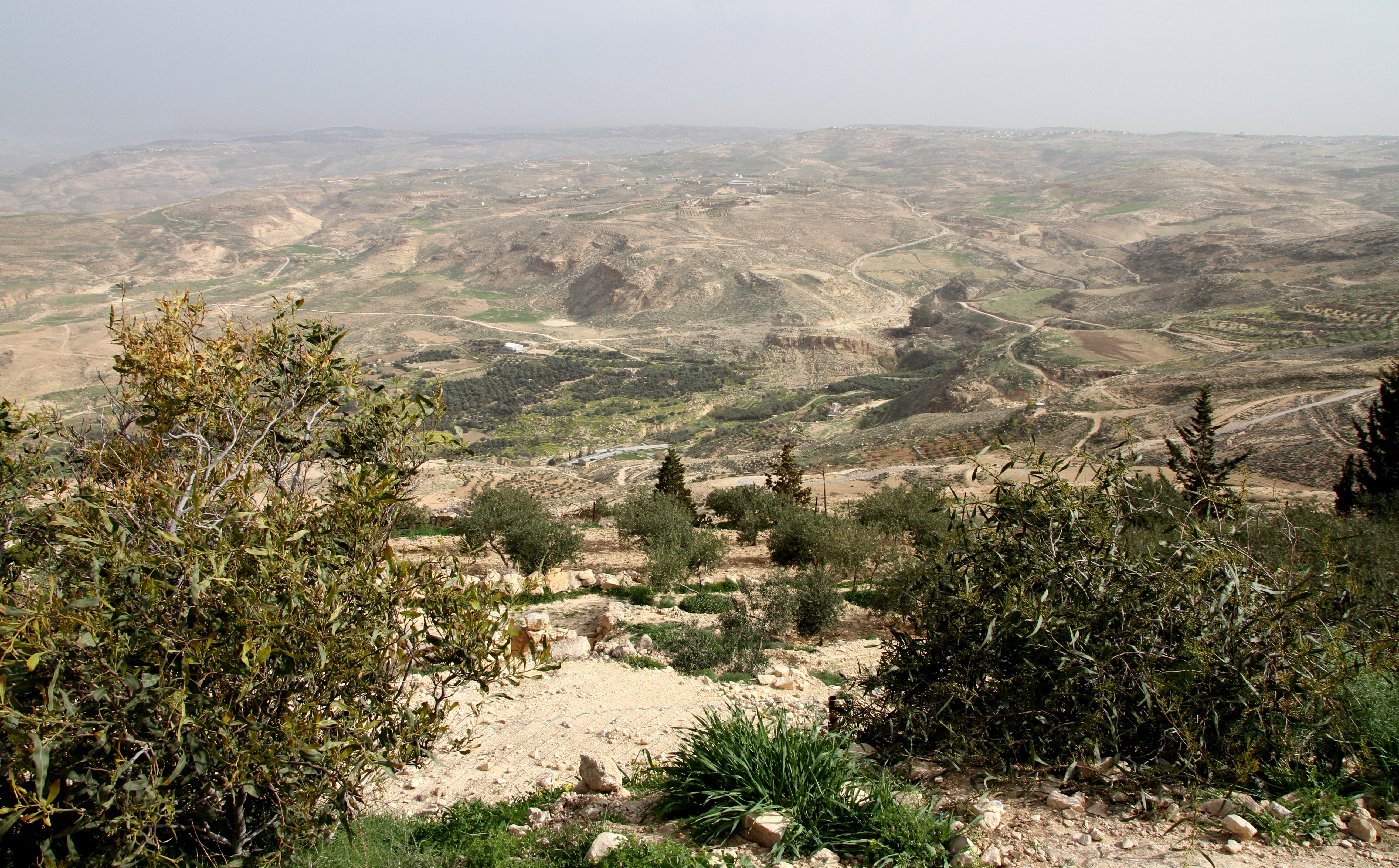
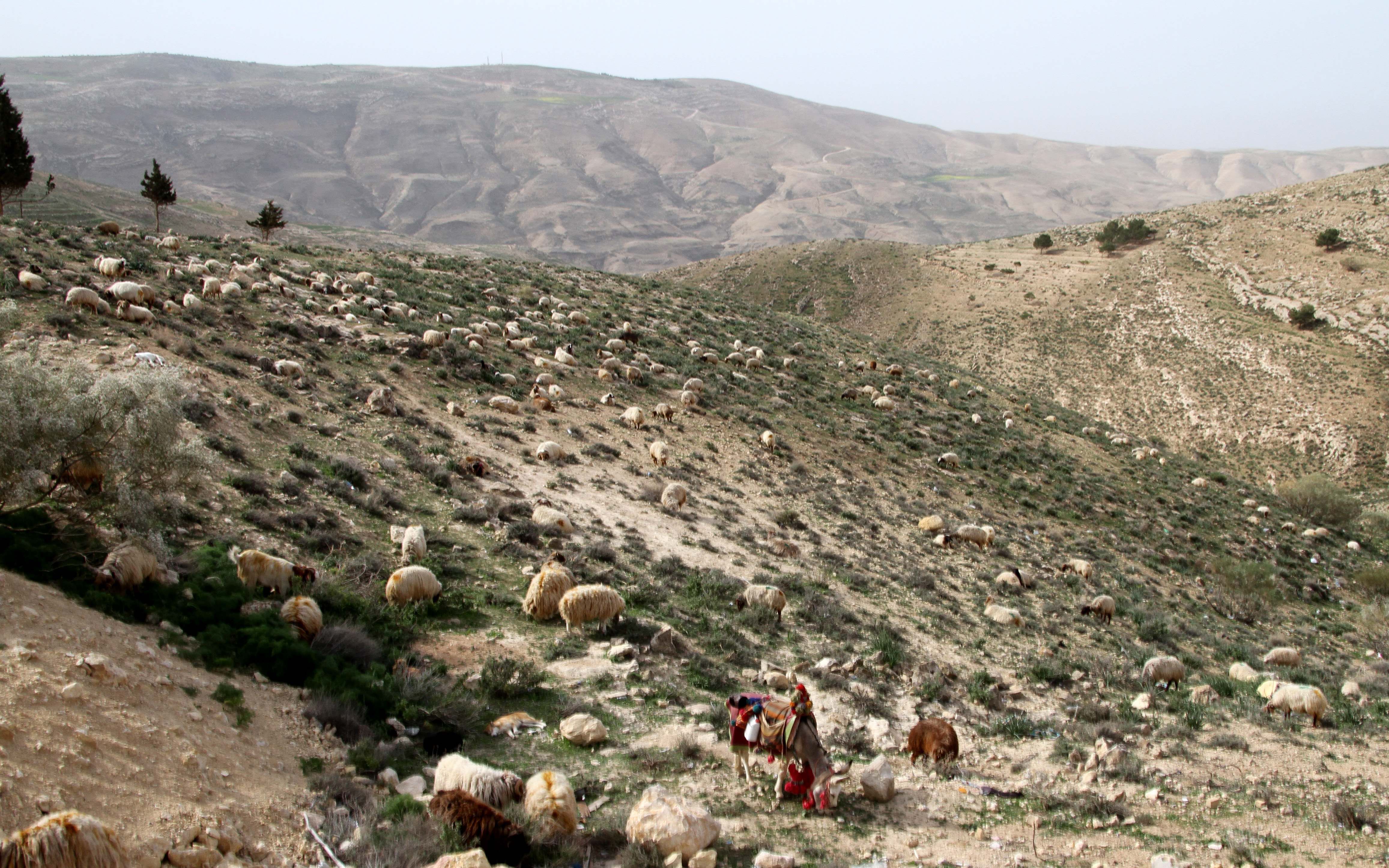
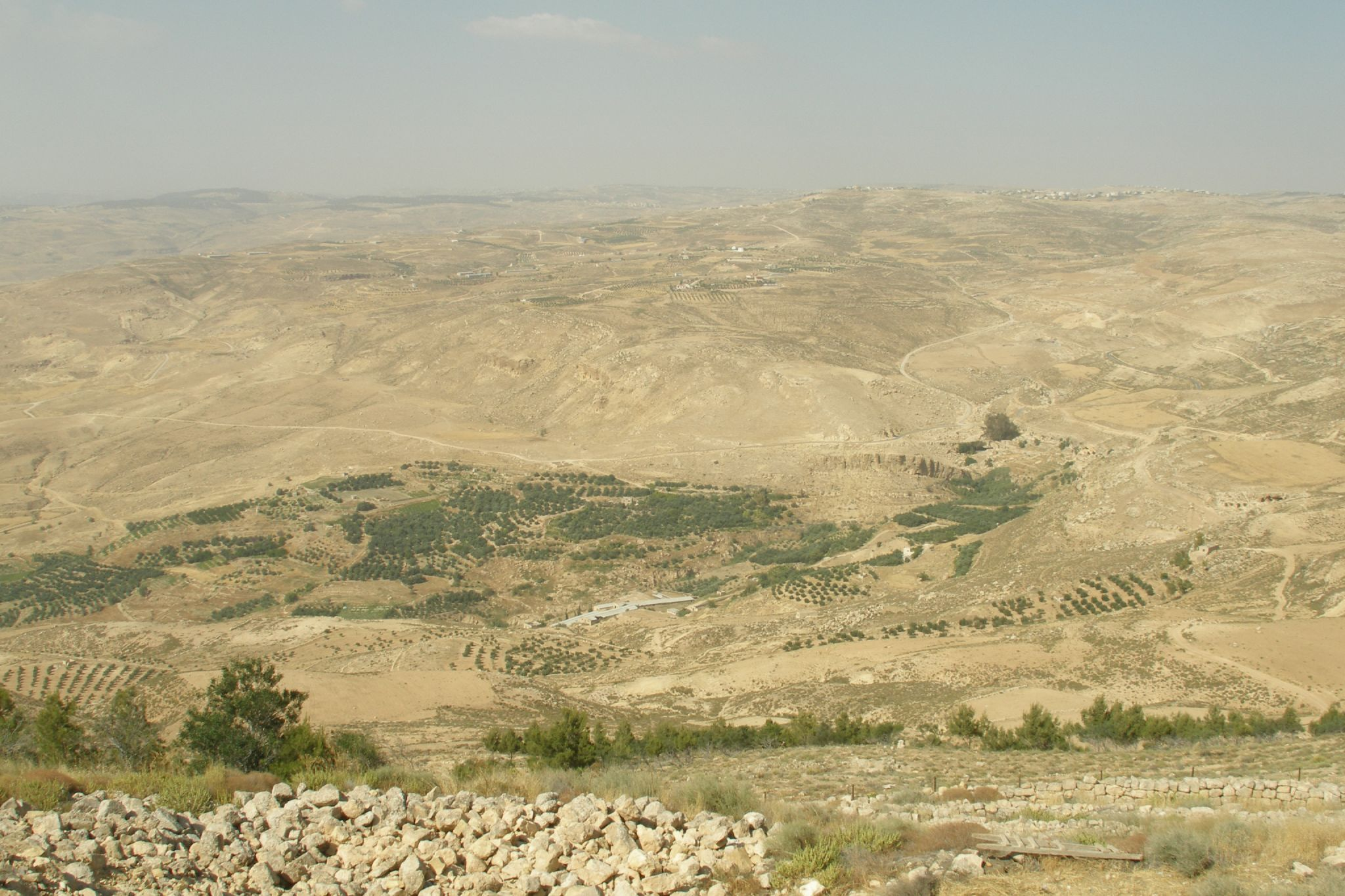
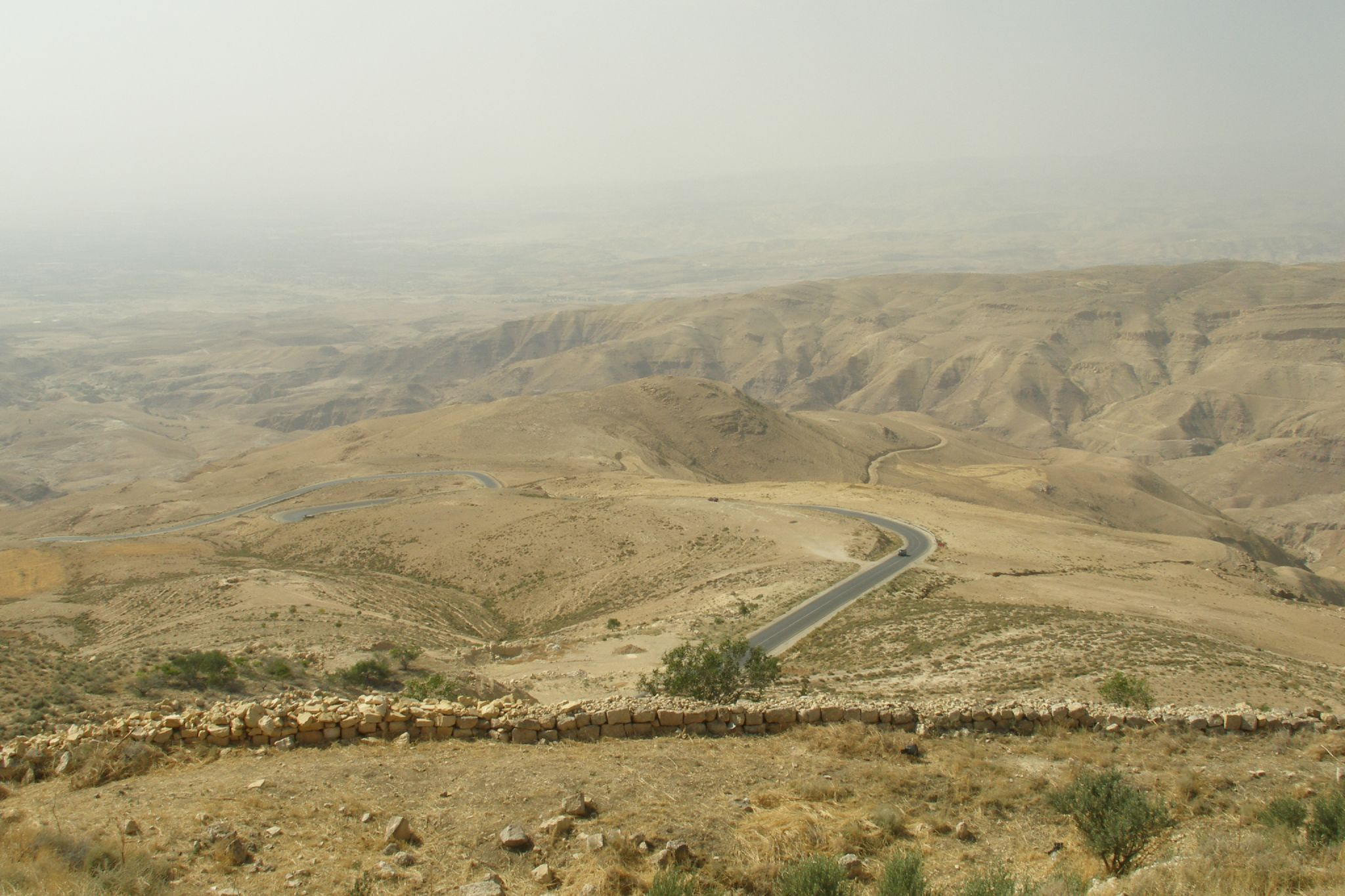
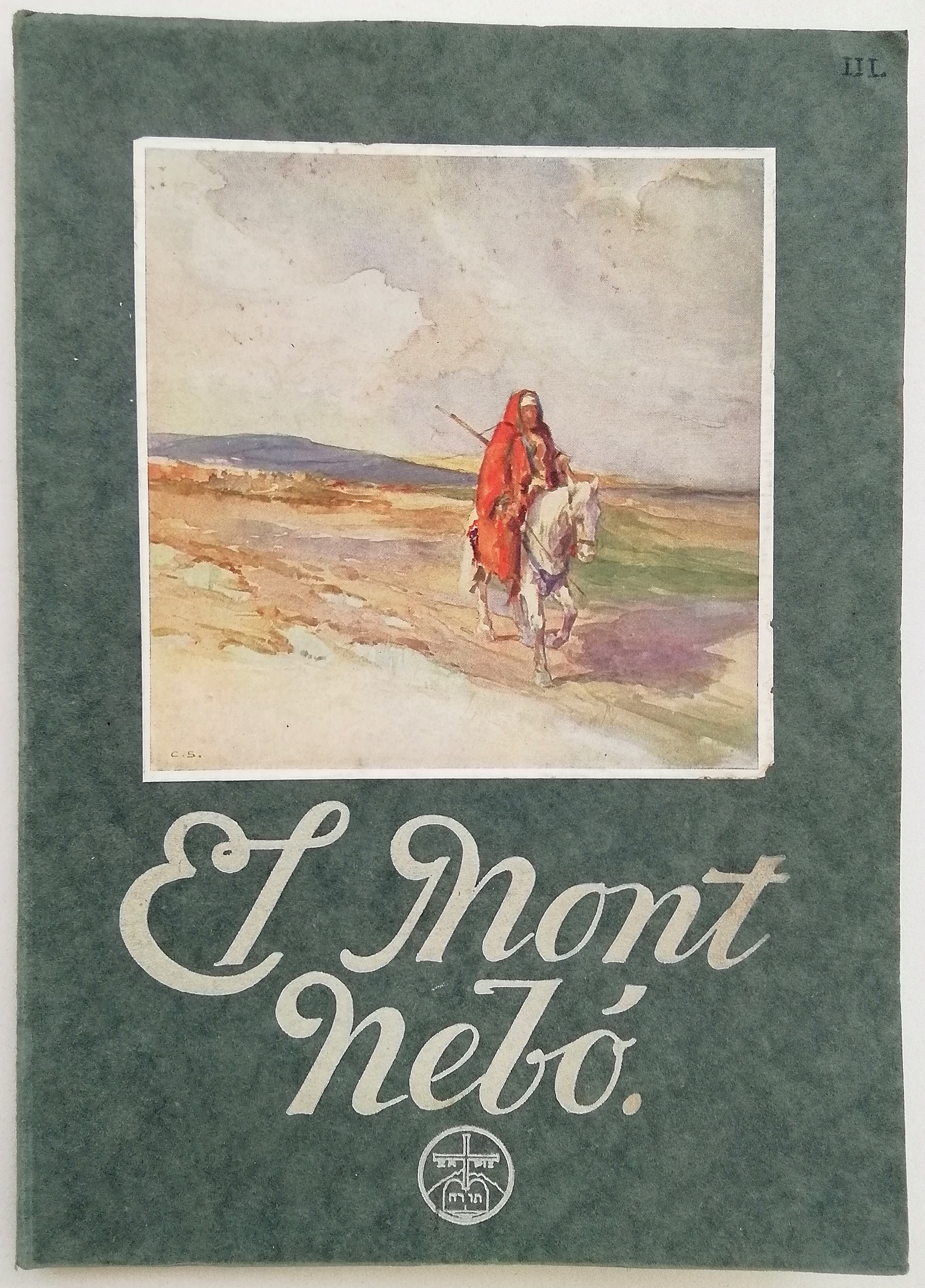
Llibre sobre el Mont Nebó publicat pel monestir de Montserrat l'any 1928